# Caterina Zandonella
 (décembre 2019).
Caterina Zandonella, connue sous le pseudonyme de Cat Zazà, née en 1981, est une illustratrice italienne née au XXe siècle à Udine. Elle vit et travaille en France, en région parisienne.

## Publications
- Fleur de Bambou - Tome 2 "Le Mystere de la Forete Devoree"Scénario de Richard Marazano - Editions Rue de Sevres (l'école des loisirs) Parution May 2019
- Fleur de Bambou - Tome 1 "Les larmes du Grand Esprit" - Scénario de Richard Marazano - Editions Rue de Sevres (l'école des loisirs) Parution 22 Mars 2017
- Storysongs-Chantefables, R.Desnos Traduction en anglais par Timothy Ades.
- Du bout des Doigts, textes Praline Gay Para (Coffret CD + DVD+ Livret), Éditions Enfance et Musique, projet en collaboration avec la Fondation Orange.
- Rishima Reine de Bollywood, Natalie Zimmermann, Éditions Marmaille & Cie.
- La fille du calligraphe, Éditions  Marmaille & Cie - Sélection du Prix des Incorruptibles 2014-2015[3].
- La Machine à tout, Lorris Murail, Éditions MiC_MaC, 2008  (ISBN 2917460040).
- L'orage magique, Gudule, Éditions MiC_MaC A pas de loups, 2009.
- Maitre Chronos, Béatrice Egémar, Éditions Bower jeunesse, 2009.
- Algorithme Neutron, Éditions MiC_MaC, 2010[4].

## Récompenses
- Prix du Herisson 2014 pour La Fille du Calligraphe.
- Sélection prix des Incorruptibles 2014/15 pour La Fille du Calligraphe.
- Sélection prix Escapages 2014/15 pour La Fille du Calligraphe.
- Sélection prix Prix Coupe de Pouce des Premiers Lecteurs 2019

## Expositions
- Sentieri Illustrati, exposition d'illustrations Pordenone (Italie), 2014.
- Un rêve dans un rêve, exposition de peintures et illustrations, Fontenay aux roses (France), 2013, avec Richard Marazano.
- Kaleidoscope, exposition d'illustrations Paris (France) 2012.